# Mistrzostwa Świata w Kolarstwie Torowym 1978
75. Mistrzostwa Świata w Kolarstwie Torowym 1978 odbyły się w zachodnioniemieckim Monachium. W programie mistrzostw znalazło się trzynaście konkurencji: sprint i wyścig na dochodzenie dla kobiet, a dla mężczyzn: sprint, wyścig na dochodzenie, wyścig ze startu zatrzymanego zarówno dla zawodowców jak i amatorów, wyścig drużynowy na dochodzenie zawodowców, wyścig tandemów, wyścig na 1000 m, wyścig punktowy amatorów oraz jedna nowa konkurencja - derny.

## Medaliści

### Kobiety
| Konkurencja                        | Złoto                  | Srebro         | Brąz            |
| ---------------------------------- | ---------------------- | -------------- | --------------- |
| Sprint indywidualny                | Galina Cariowa         | Sue Novarra    | Iva Zajíčková   |
| Wyścig indywidualny na dochodzenie | Keetie van Oosten-Hage | Anne Riemersma | Luigina Bissoli |

### Mężczyźni
| Konkurencja                                   | Złoto                                                                     | Srebro                                                                         | Brąz                                                                           |
| --------------------------------------------- | ------------------------------------------------------------------------- | ------------------------------------------------------------------------------ | ------------------------------------------------------------------------------ |
| Sprint indywidualny amatorów                  | Anton Tkáč                                                                | Emanuel Raasch                                                                 | Christian Drescher                                                             |
| Wyścig indywidualny na dochodzenie amatorów   | Detlef Macha                                                              | Norbert Dürpisch                                                               | Uwe Unterwalder                                                                |
| Wyścig ze startu zatrzymanego amatorów        | Rainer Podlesch                                                           | Mattheus Pronk                                                                 | Martin Rietveld                                                                |
| Sprint indywidualny zawodowców                | Kōichi Nakano                                                             | Dieter Berkmann                                                                | Yoshinobu Kanno                                                                |
| Wyścig indywidualny na dochodzenie zawodowców | Gregor Braun                                                              | Roy Schuiten                                                                   | Jean-Luc Vandenbroucke                                                         |
| Wyścig ze startu zatrzymanego zawodowców      | Wilfried Peffgen                                                          | Martin Venix                                                                   | Cees Stam                                                                      |
| Wyścig drużynowy na dochodzenie               | NRD · Uwe Unterwalder · Gerald Mortag · Matthias Wiegand · Volker Winkler | ZSRR · Władimir Osokin · Wasilij Ehrlich · Witalij Pietrakow · Igor Pilipienko | Szwajcaria · Robert Dill-Bundi · Urs Freuler · Hans Känel · Walter Baumgartner |
| Wyścig na 1000 m                              | Lothar Thoms                                                              | Jocelyn Lovell                                                                 | Rainer Hönisch                                                                 |
| Tandemy                                       | Czechosłowacja · Vladimír Vačkář · Miroslav Vymazal                       | Stany Zjednoczone · Gerald Ash · Leslie Barczewski                             | Holandia · Sjaak Pieters · Laurens Veldt                                       |
| Wyścig punktowy amatorów                      | Noël Dejonckheere                                                         | Walter Baumgartner                                                             | Jean-Jacques Rebière                                                           |
| Derny                                         | René Pijnen                                                               | Martin Venix                                                                   | Cees Stam                                                                      |

## Klasyfikacja medalowa
| Miejsce | Państwo           |   |   |   | Razem |
| ------- | ----------------- | - | - | - | ----- |
| 1.      | NRD               | 3 | 2 | 3 | 8     |
| 2.      | RFN               | 3 | 1 | 0 | 4     |
| 3.      | Holandia          | 2 | 5 | 4 | 11    |
| 4.      | Czechosłowacja    | 2 | 0 | 1 | 3     |
| 5.      | ZSRR              | 1 | 1 | 0 | 2     |
| 6.      | Belgia            | 1 | 0 | 1 | 2     |
|         | Japonia           | 1 | 0 | 1 | 2     |
| 8.      | Stany Zjednoczone | 0 | 2 | 0 | 2     |
| 9.      | Szwajcaria        | 0 | 1 | 1 | 2     |
| 10.     | Kanada            | 0 | 1 | 0 | 1     |
| 11.     | Francja           | 0 | 0 | 1 | 1     |
|         | Włochy            | 0 | 0 | 1 | 1     |